# DX-pedition

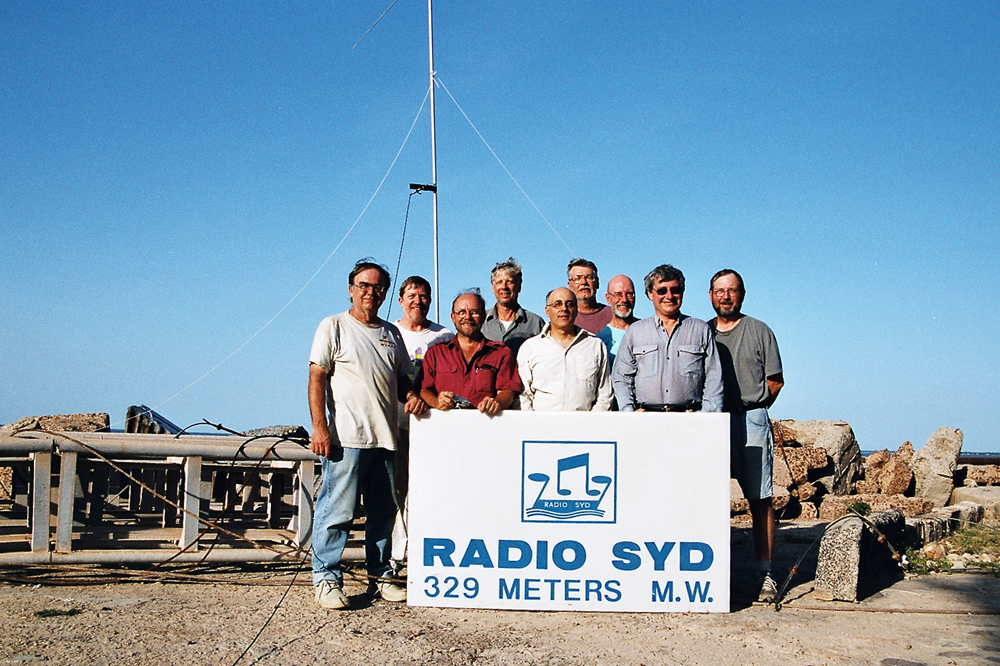
Groupe de radioamateurs pendant une DX-pedition en Gambie en octobre 2003.

Une DX-pedition est une expédition lointaine effectuée par des opérateurs radioamateurs, souvent liée aux restrictions d'accès ou à l'absence de radioamateur actif dans ces lieux. Le sigle télégraphique DX représente la distance ou l'éloignement. 

## Histoire
Les premières expéditions DX ont débuté à la fin des années 1920 lorsque des radioamateurs ont cherché à établir des communications à longue distance.
Une des plus célèbres DX-peditions est celle de Richard Byrd en 1928 en Antarctique.
La participation des radioamateurs dans les expéditions géographiques a été repris après la Seconde Guerre mondiale, telle celle d'Attilio Gatti (en) en Afrique en 1948 où celle du Kon-Tiki de Thor Heyerdahl en 1947 qui utilisait l'indicatif d'appel LI2B.

## Récompenses
Des Dx-peditions sont planifiées et organisées pour aider les opérateurs qui ont besoin de communiquer avec une zone lointaine. Plusieurs prix sont parrainés par divers organismes internationaux. Le plus célèbre est le DX Century Club, soutenu par l' American Radio Relay League (en). Les pays d'accueil ont des préfixes UIT distincts.

## Lieux
Beaucoup de DX-pedition ont lieu à partir d'emplacements ayant un accès adéquat à l'alimentation et aux fournitures, avec des résidents maîtrisant la radioamateur, ainsi dans les Caraïbes ou dans les îles du Pacifique et les micro-états. 
D'autres administrations ont une vision plus rigoureuse de l'accès individuel à l'équipement de communication et très peu d'amateurs y sont autorisés. Il y est souvent difficile ou impossible d'obtenir un permis d'exploitation ou un équipement de radioamateur. C'est le cas par exemple de la Corée du Nord, du Yémen et de l'Iran.
Certains endroits sont également peu visités en raison de leur extrême inaccessibilité comme l'île Pierre Ier, l'île Campbell, l'île de Clipperton, l'île de la Navasse ou l'île Desecheo. Lorsqu'un radioamateurs voyage dans ces endroits éloignés, il doit d'abord obtenir l'autorisation d'opérer à partir de l'emplacement. Cette autorisation peut être difficile à obtenir. Une fois l'autorisation d'exploitation assurée, le transport doit être organisé. Cela peut être à la fois coûteux et dangereux en raison des conditions difficiles d'accès (récif de Scarborough), ou dans des climats hostiles.

## L'équipement

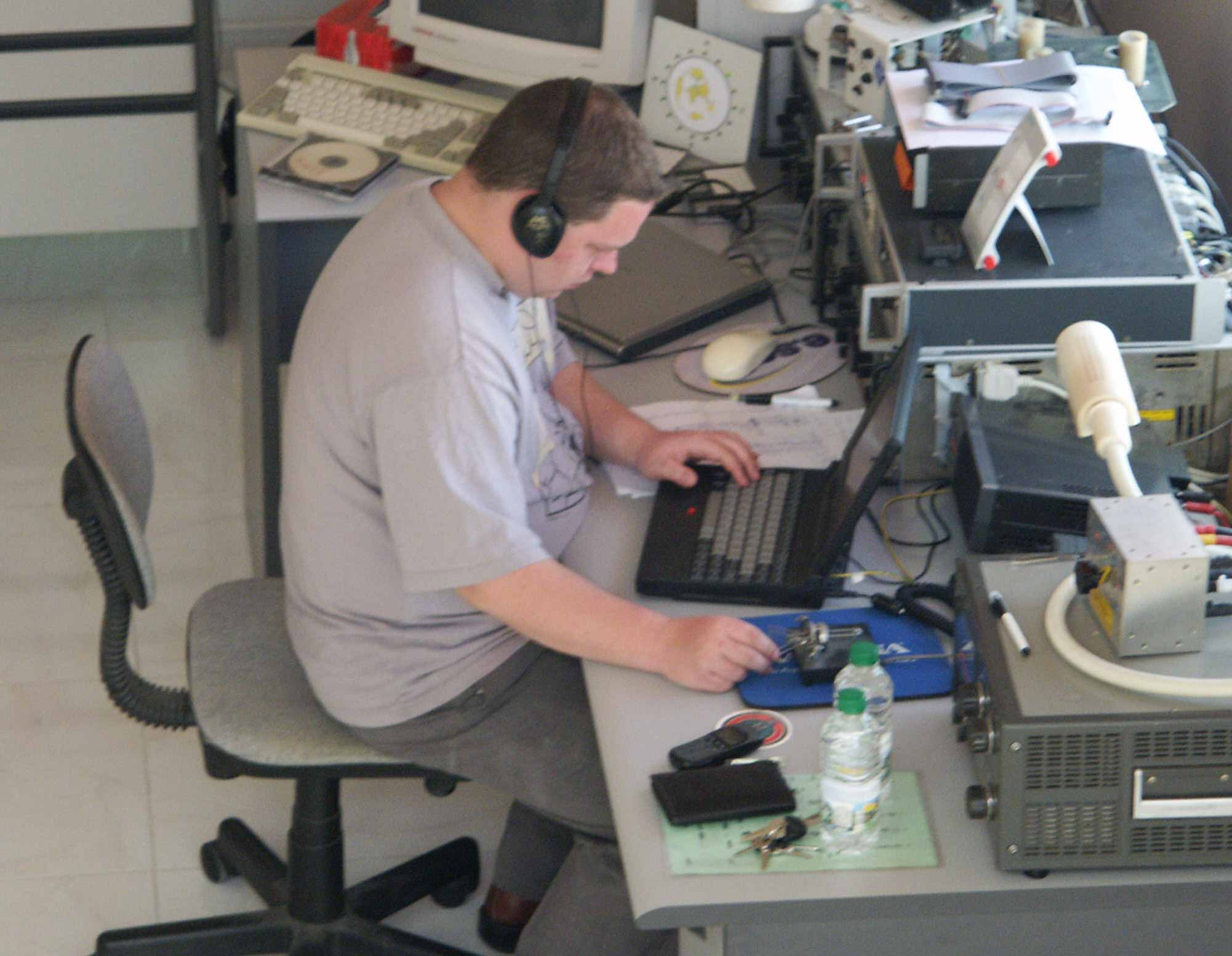
Un radioamateur pendant une DXpedition à Mascate

En plus de l'octroi de licences et des questions de survie, les participants d'une DX-pedition doivent consacrer beaucoup d'attention à l'équipement radio qu'ils utilisent. Ils viseront ainsi à utiliser une puissance élevée pour obtenir un signal fort dans le monde entier et garder le contrôle des perturbations inévitables qui se produisent. Les opérateurs peuvent également recevoir et émettre sur des fréquences différentes, appelées opérations de regroupement, afin d'être entendu par les stations distantes sans interférence de leur signal.
Pour les petites opérations dans des régions éloignées, les petites radios qui fonctionnent hors d'un 12 V en courant continu ont des systèmes d'alimentation et d'antenne qui sont plus faciles à transporter. Cependant, les générateurs sont généralement utilisés en raison des exigences de puissance pour les amplificateurs et la facilité de ravitaillement par rapport à la recharge d'une batterie.
Internet permet aujourd'hui une confirmation rapide des contacts douteux et a rendu le processus de QSL plus aisé. 

## Records
Beaucoup de DX-pedition sont organisées autour de Contesting (en). En octobre 2011, l'expédition T32C Kiritimati, à l'île Christmas a établi le record de 213 169 contacts. Le précédent record était tenu par une Dx-pedition à l'île Ducie avec 183 686 contacts sous l'indicatif VP6DX (février 2008). En janvier 2012, une Dx-pedition à l'île de Malpelo a effectué 195 625 contacts, plus grand nombre jamais atteint par des membres vivant en tentes avec un matériel radio portatif. 